# Lepus arcticus

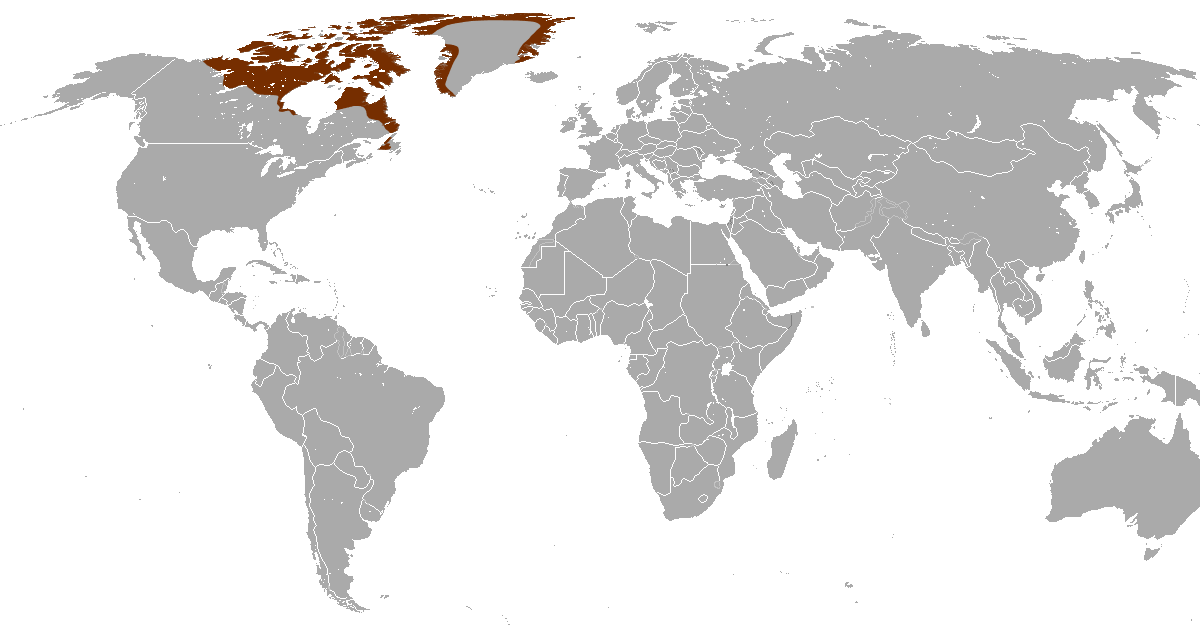
Area di diffusione della lepre artica

La lepre artica (Lepus arcticus Ross, 1819) è un mammifero lagomorfo della famiglia dei Leporidi.

## Distribuzione
Con quattro sottospecie (Lepus arcticus arcticus, Lepus arcticus bangsii, Lepus arcticus groenlandicus e Lepus arcticus monstrabilis) la specie è diffusa dall'isola di Terranova all'Alaska, spingendosi a sud fino al fiume McKenzie, in Oregon. Una popolazione vive anche in Groenlandia.
Il loro habitat naturale è costituito dalle aree di tundra munite di zone riparate che consentano alla vegetazione di crescere durante l'estate ed alla neve di non accumularvisi eccessivamente.

## Descrizione

### Dimensioni
Misura circa 60 cm di lunghezza, per un peso medio di 4 kg. Le popolazioni settentrionali raggiungono generalmente dimensioni maggiori.

### Aspetto
Il pelo è di colore bianco candido durante l'inverno, mentre d'estate il corpo diviene di colore grigio-bluastro, mentre la coda è sempre bianca e le orecchie presentano punta nera: gli esemplari della sottospecie groenlandicus rimangono invece bianchi durante tutto l'anno.
Al di sotto del pelo, cresce un folto sottopelo grigiastro dalla funzione isolante. Il pelo cresce anche sulla pianta dei piedi, che sono inoltre dotati di unghie lunghe ed incurvate che consentono all'animale di scavare anche nella neve più compatta.

## Biologia
Si tratta di animali dalle abitudini principalmente crepuscolari e notturne: questi animali, a differenza della maggior parte delle specie diffuse in ambienti artici (dove la scarsità di risorse costringe gli animali a definire territori di grandi dimensioni), hanno territori di piccole dimensioni, nell'ambito dei quali tendono a seguire sempre i medesimi percorsi, identificabili come scie ben visibili nella neve.
La specie, per sopravvivere al clima proibitivo dell'areale in cui vive, ha sviluppato una serie di adattamenti fisici e comportamentali: in primis, il rapporto superficie-volume è assai basso, inoltre il pelo assai fitto funziona da eccellente isolante per trattenere il calore corporeo. Qualora, davanti a temperature eccezionalmente rigide, queste caratteristiche diventino inutili, gli animali, dalle abitudini solitamente solitarie, si raggruppano in zone sgombre dalla neve (ad esempio sotto qualche roccia) per farsi calore a vicenda. Tali gruppi possono avere dimensioni anche notevoli (dai 100 ai 300 esemplari), ed al loro interno, mentre alcuni esemplari si nutrono o si riposano, altri rimangono di guardia.
Qualora disturbati, gli animali si lanciano in veloci corse a zig-zag, per confondere l'aggressore: ciò avviene tuttavia solo qualora quest'ultimo si avvicini troppo all'animale, che generalmente confida nelle proprietà mimetiche del proprio mantello, immobilizzandosi al minimo segnale di pericolo. Su percorsi rettilinei, le lepri artiche raggiungono i 64 km/h. Anche se raramente i loro territori confinano con corsi d'acqua o col mare, questi animali sono dei buoni nuotatori e non esitano a percorrere a nuoto delle aree non troppo estese al fine di trovare del cibo: le popolazioni meridionali nuotano muovendo tutte e quattro le zampe, mentre le popolazioni più settentrionali tendono ad utilizzare principalmente le lunghe zampe posteriori come propulsori durante il nuoto.

### Alimentazione
Si nutrono di qualsiasi tipo di materiale vegetale riescano a trovare, ossia bacche, radici, erbe, corteccia, muschi e licheni: non di rado questi animali sono costretti a scavare nella neve per raggiungere le piantine che vi sono sepolte e che vengono individuate grazie al fine senso dell'odorato di cui la specie è dotata.
In Groenlandia, dove le condizioni climatiche più rigide fanno sì che la neve cada più abbondantemente e duri più a lungo rispetto ad altre zone dell'areale della specie, gli esemplari hanno incisivi che si allungano più in avanti rispetto a quelli delle popolazioni più meridionali, che hanno anch'esse incisivi rivolti più in avanti rispetto ad altre specie di leporidi.
In vari casi la specie è stata osservata nutrirsi della carne di animali morti, rubandola dalle trappole dei cacciatori.

### Riproduzione
Durante la stagione degli amori, che va da aprile a settembre, gli eventuali gruppi formatisi durante l'inverno si disgregano in numerose coppie, ognuna delle quali delimita un proprio territorio. Durante l'accoppiamento, il maschio morde la collottola della femmina, spesso procurandole delle ferite. I maschi sono soliti abbandonare le femmine dopo il parto, cercando di accoppiarsi con qualche altra femmina: in un caso, tuttavia, un maschio fu visto aiutare una femmina a proteggere la prole da una volpe artica.
La gestazione dura un mese, al termine del quale nascono solitamente cinque o sei cuccioli: è interessante notare come i parti siano quasi sincronizzati e la maggior parte dei cuccioli nasca entro il dieci giugno sulla terraferma ed entro il venti agosto sulle isole settentrionali. Tali date lasciano supporre che la femmina possa accoppiarsi nuovamente e generare una seconda cucciolata, soprattutto nelle parti meridionali dell'areale della specie, tuttavia tali ipotesi non sono per ora supportate da osservazioni sul campo.
I cuccioli vengono dati alla luce in una concavità del terreno riempita di erba secca e pelo e preferibilmente sita al riparo di un masso o di un cespuglio. La femmina non abbandona mai i cuccioli per i primi due o tre giorni dopo la nascita: in seguito, essa resta via alla ricerca di cibo per la maggior parte del tempo, sicché i cuccioli restano immobili nella loro tana, dando prova di straordinaria staticità e somigliando a ciottoli nel paesaggio nordico. Attorno alle due settimane di vita, i cuccioli sono già quasi del tutto indipendenti dalla madre, tornando sporadicamente al nido per essere allattati: non verranno infatti svezzati prima del secondo mese di vita, mentre raggiungeranno la maturità sessuale attorno all'anno.